# Pedro de Blois
Pedro de Blois (em latim: Petrus Blesensis; em francês:  Pierre de Blois; c. 1130 – c. 1211 (81 anos)) foi um clérigo, teólogo, poeta e diplomata francês conhecido principalmente por suas cartas escritas em latim. Em defesa do rei Henrique II da Inglaterra, escreveu contra Thomas Becket. Foi secretário do polêmico arcebispo de Cantuária Balduíno de Forde e, depois, de Leonor da Aquitânia. Pregou ativamente a Terceira Cruzada e chegou a viajar à Terra Santa.

## Primeiros anos

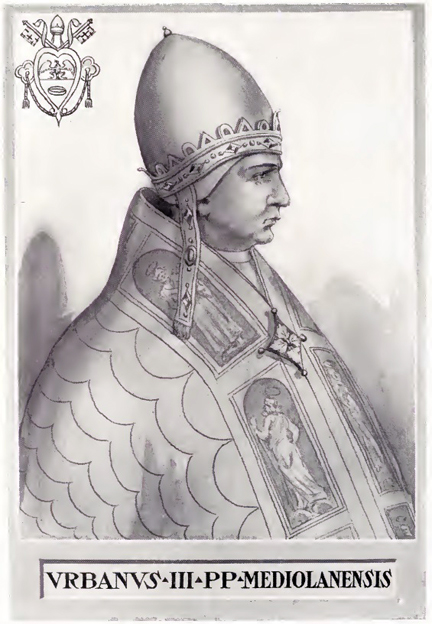
Umberto Crivelli, futuro Urbano III, professor e amigo de Pedro Blois na Universidade de Bolonha

Pedro de Blois nasceu por volta de 1130. O consenso mais antigo era datar o evento no final da década de 1130, mas atualmente uma data mais próxima do início da década é considerada mais provável. Sua família era da nobreza menor da Bretanha. Pedro tinha um irmão, Guilherme de Blois (em inglês:  William; em francês:  Guillaume), outro poeta, que é por vezes confundido com Guilherme de Blois, o bispo de Lincoln. Uma irmã, Cristiana de Blois, foi encorajada por Pedro a tornar-se freira.
Depois de uma primeira visita a Paris, Pedro foi educado e alfabetizado na escola da Catedral de Tours no início da década de 1140, provavelmente acompanhado e tutorado por um parente mais velho homônimo conhecido como Pierre de Blois. Em seguida, foi aluno de Bernardo Silvestris, que, ele próprio relembra anos depois, o estimulou a "aceitar com verdade não as fábulas, mas a história" e o fez decorar as cartas de Hildeberto, um antigo arcebispo de Tours. Já se acreditou que Pedro também teria estudado pelo filósofo e teólogo inglês João de Salisbúria, uma tese que não se sustenta mais.
Pedro depois estudou direito romano na Universidade de Bolonha, um importante centro de estudos legais. Lá, foi tutorado por Balduíno de Forde, que tornar-se-ia depois arcebispo de Cantuária, e ambos foram alunos de Umberto Crivelli, o futuro papa Urbano III. Em seus estudos, Pedro se interessou muito mais pelos aspectos retóricos e literários do direito do que pela jurisprudência: como ele próprio escreveu depois, "jogar com suas gloriosas armadilhas verbais e a charmosa e inventiva urbanidade oratória atraiu-me poderosamente e intoxicou minha mente".
Por volta de 1155, Pedro foi estudar teologia na Universidade de Paris, onde ficou por onze anos, mas quase nada se sabe sobre esta época. Evidências indicam que ele se sustentava na época ensinando um grupo de alunos, incluindo dois filhos de Joscelino de Bohon, um longevo bispo de Salisbúria.
Foi provavelmente durante seus anos como estudante que Pedro compôs algumas sequências poéticas no estilo goliardico, algumas das quais sobreviveram na coleção conhecida como "Carmina Burana". Escreveu ainda "Vacillantis trutine libramine".

## Aventura siciliana
Em 1166, Margarete de Navarra, uma parente dos condes de Perche, escreveu para eles, particularmente para Routrou, o arcebispo de Ruão, para pedir ajuda durante a minoridade de seu filho, Guilherme II. Pedro e seu irmão, Guilherme, chegaram na Sicília em setembro do mesmo ano juntamente com um grupo de 37 franceses que incluía Estêvão de Perche e Walter. Pedro tornou-se o tutor do jovem rei, guardião do selo real e um dos principais conselheiros da rainha Margarete ao passo que Guilherme foi nomeado abade de um mosteiro perto de Maletto. Porém, o grupo francês que cuidava da regência se mostrou impopular entre os nobres sicilianos. Uma revolta forçou Estêvão a renunciar aos cargos de chanceler e arcebispo de Palermo em 1169. Pedro deixou a ilha e seguiu primeiro para Gênova e, depois, seguiu para a França.
De volta, suas ligações com o arcebispo Routrou o arrastaram, na forma de uma grande quantidade de cartas, para a disputa entre Henrique II da Inglaterra e Thomas Becket. Seu envolvimento na disputa o colocou em contado com Reginaldo Fitz Jocelin, um ex-aluno de sua época em Paris que era agora o principal agente de Henrique. Quando Reginaldo foi nomeado bispo de Bath em 1173, seu papel na controvérsia dificultou a obtenção da aprovação papal e as cartas de Pedro se mostraram úteis para angariar apoio.

## A serviço dos angevinos

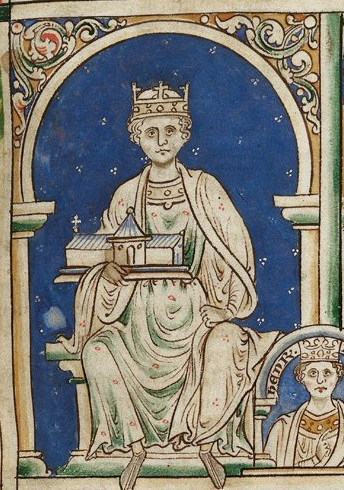
Henrique II da Inglaterra e seu filho, Henrique, o Jovem Rei. A disputa entre os dois levou ao fim do Império Angevino.
Iluminura do século XII, Biblioteca Britânica.

### Diplomata e apologista
Por volta de 1173, Pedro foi para a Inglaterra para assumir o posto de principal escritor de cartas para Ricardo de Dover, o sucessor de Becket na Diocese de Cantuária. Em seguida, passou a trabalhar para Henrique II, atuando como diplomata em suas negociações com Luís VII da França e o papado. Sua chegada à Inglaterra coincidiu aproximadamente com o rompimento da família real e o início de uma guerra civil no Império Angevino, cuidadosamente fomentada pela monarquia francesa. Pedro escreveu uma carta aberta à rainha, Leonor da Aquitânia, para "deplorar publicamente e infelizmente que, apesar de serdes a mais prudente das mulheres, abandonastes teu marido". Porém, quando, em 1183, Henrique, o Jovem Rei morreu durante a revolta contra o pai, Pedro escreveu novamente para Leonor uma carta de consolação.
Pedro era um bem-conectado controversialista e propagandista para Henrique II. Escreveu para elogiá-lo a contatos no continente como Walter de Palermo, que era na época o arcebispo de Palermo, defendendo-o da acusação de que teria instigado deliberadamente o assassinato de Becket.
Em 1176, Pedro foi nomeado chanceler da arquidiocese de Cantuária, o responsável maior pelos registros e secretário de Ricardo de Dover e seus sucessores. Provavelmente no mesmo ano, foi nomeado arcediago de Bath, uma posição que manteve até morrer. Foi provavelmente durante o reinado de Henrique que Pedro foi nomeado deão do Colégio de Wolverhampton, que considerou corrompido.
Pedro estava em Roma em 1179 e lá revelou a falta de cuidado que tornar-se-ia uma característica importante de seus anos finais. Ao não conseguir pagar uma dívida, Pedro fez com que o papa Alexandre III tivesse que escrever ao arcebispo, para quem trabalhava, em prol do credor, o que tornou-se uma "cause célèbre" o suficiente para que fosse incluída num compêndio de direito canônico emitido em 1234 pelo papa Gregório IX. Ricardo de Dover morreu em 1184 e, depois de alguma demora, o rei conseguiu nomear Balduíno de Forde, o amigo e tutor de Pedro em Bolonha, para o posto de arcebispo de Cantuária. Balduíno confirmou a posição de Pedro como escritor de cartas e o promoveu a conselheiro legal.

### Controvérsia do capítulo da Catedral de Cantuária

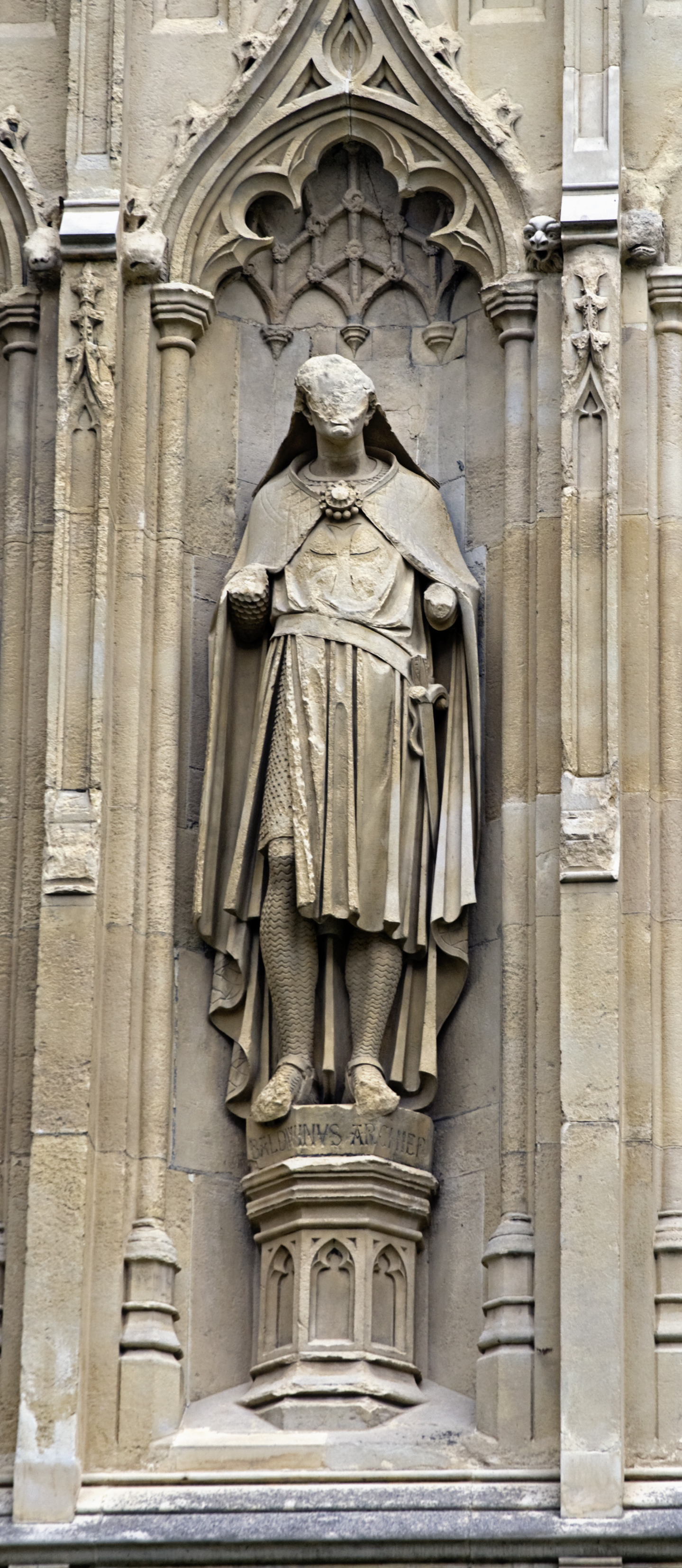
Balduíno de Forde, pivô da controvérsia com o capítulo da Catedral de Cantuária que o colocou contra sucessivos papas. Pedro de Blois foi o seu principal defensor na corte papal, uma tarefa que acabou com sua reputação.
Estátua na fachada da Catedral de Cantuária.

Balduíno logo criou uma tempestade legal que novamente arrastaria Pedro para o meio de uma controvérsia, ameaçando sua carreira. Ele estava determinado a reformar a diocese completamente, fazendo-a funcionar de forma mais eficiente como suporte para sua posição, uma das mais importantes do reino, mas entendia que o capítulo da Catedral de Cantuária era um grande obstáculo. Como grande parte dos capítulos de outras catedrais, o de Cantuária era formado por clérigos seculares até a conquista normanda, quando foi reconstituído como uma comunidade de monges beneditinos, conhecido como "Priorado da Santíssima Trindade" ou "Igreja de Cristo" (Christchurch). O antagonismo entre o novo arcebispo e o capítulo foi agravado pela rivalidade entre suas respectivas ordens monásticas, pois Balduíno era cisterciense. Ele começou sua reforma recuperando as propriedades de sua diocese que seu antecessor havia doado ao priorado com o objetivo de sustentar o tráfego de peregrinos que passaram a visitar o santuário de Thomas Becket; confiscou também a "xenia" ("ofertas pascais") — um processo autorizado pelo papa Lúcio III. Porém, os monges do capítulo logo reclamaram ao papa seguinte, Urbano III, alegando que as reformas teriam ido longe demais e conseguiram que o papa ordenasse a devolução de algumas das igrejas confiscadas. Porém, Urbano, a princípio, recebeu bem alguns aspectos do plano de Balduíno de mudar o capítulo para Hackington, a norte de Cantuária, e construir uma segunda base para a diocese em Lambeth bem em frente aos centros do poder secular em Londres e Westminster. Porém, o plano foi além e conseguiu substituir o capítulo de monges por um novo grupo de apoio ao bispo formado por um colégio de clérigos seculares em Hackington e em Lambeth.
Vendo a influência e a riqueza escapando-lhes das mãos, os monges de Cantuária apelaram ao rei e ao papa. Balduíno suspendeu o prior em dezembro de 1186 e os monges imediatamente começaram uma campanha de envio de cartas para mobilizar bispos, arcebispos e até mesmo Filipe II da França em prol de sua causa. Pedro de Blois foi despachado para corte papal em Verona para contrapor os argumentos do capítulo, apresentados pelo hábil advogado romano Pillius. Como Urbano havia sido seu professor, esperava-se que Pedro tivesse pelo menos algumas novas ideias e exercesse alguma influência, mas, porém, seus conhecimentos do direito romano eram muito mais estéticos do que técnicos.
Em 1 de março de 1187, antes da chegada de Pedro, o papa ordenou Balduíno que retirasse a suspensão contra o prior Honório, que na época havia fugido para Verona. Pedro chegou na cidade uns dias depois e descobriu que o papa havia adiado o caso até pelo menos 10 de abril, o que impediu que Pedro pudesse defender a causa de Balduíno formalmente. Para piorar, durante o recesso o papa emitiu uma série de decretos em favor dos monges. Quando teve a oportunidade de endereçar a corte, Pedro não se saiu melhor, sofrendo uma contínua série de derrotas. Em 9 de maio, o papa ordenou ao arcebispo Balduíno que interrompesse a construção de sua nova igreja em Hackington, aboliu a fraternidade que ele havia fundado para apoiá-lo e demonstrou sua surpresa por ele ter resistido tanto tempo em retornar à situação anterior antes da apelação. Pedro permaneceu em Verona defendendo o caso até outubro e seguiu juntamente com a corte papal para Ferrara. Em Cantuária, Balduíno continuou construindo a igreja, desafiando o papa, mas com o apoio do rei, apesar de o local ter sido mudado para outro um pouco mais para o oeste, uma situação que em nada ajudava na tarefa de Pedro. Em agosto, Balduíno finalmente tomou a casa capitular, suspendendo e excomungando seus membros a seu critério.
Em 3 de outubro, recém-chegado em Ferrara, o papa elevou o tom ordenando que Balduíno demolisse sua nova sede, profanasse o local e suspendesse seus clérigos, que restaurasse todos os membros do capítulo anterior e que não tomasse mais nenhuma ação contra eles enquanto o caso ainda estivesse em aberto. Balduíno tinha 30 dias para cumprir as ordens. Southern alega que Pedro fez um apelo final, de tom pessoal, ao seu antigo professor enquanto cavalgavam de Verona para Ferrara e que o papa teria ficado tão nervoso com esta tentativa de driblar os procedimentos legais que teria morrido no dia seguinte de ataque cardíaco. O relato de Kingsford é menos dramático, sem a cronologia encurtada. A carta do papa enviada de Ferrara parece ter sido enviada algumas semanas antes de sua morte: Urbano morreu em 19 de outubro e foi enterrado no dia seguinte; papa Gregório VIII foi eleito em 21 de outubro, como relatou Honório aos seus monges. O próprio relato de posterior de Pedro sobre a morte do papa afirma que ele adoeceu ao trocar de cavalos, logo depois de sua tentativa de convencê-lo, mas ele também menciona que o papa teria contraído disenteria na viagem — uma causa de morte bastante provável. O novo papa foi com a corte para Pisa no caminho de Roma e parece ter sido bem menos simpático à causa dos monges, mas não tomou nenhuma outra decisão sobre o caso antes de morrer em Pisa em dezembro. O papa seguinte foi Clemente III.
Os sucessivos atrasos só adiaram a inevitável derrota de Pedro. Balduíno aproveitou a oportunidade para renovar sua campanha de suspensões e excomunhões contra seus adversários enquanto Honório, assim como Pedro, permaneceu na corte papal a pedido do capítulo. Porém, em 26 de janeiro de 1188, Clemente decidiu a questão, comunicando seu veredito numa carta a Balduíno. O papa advertiu o arcebispo por sua falta de moderação, que minava a autoridade de seu cargo, e por sua desobediência, e depois repetiu todas as ordens de Urbano: a nova igreja colegiada foi proibida e a situação anterior deveria ser imediatamente restaurada. Balduíno continuou sua vingativa campanha contra os monges, que foram presos em seu próprio priorado na catedral até agosto de 1189, um mês antes da morte de Henrique II e a ascensão de Ricardo I Coração de Leão, que impôs uma solução.
Porém, para Pedro, que voltou depois para a Inglaterra, a derrota foi completa e teve sérias consequências para sua reputação. Em seu relato sobre o tema, ignorou as questões políticas e econômicas e o representou inteiramente como uma tentativa fracassada de remediar os abusos morais do capítulo da Catedral de Cantuária.

## Anos finais

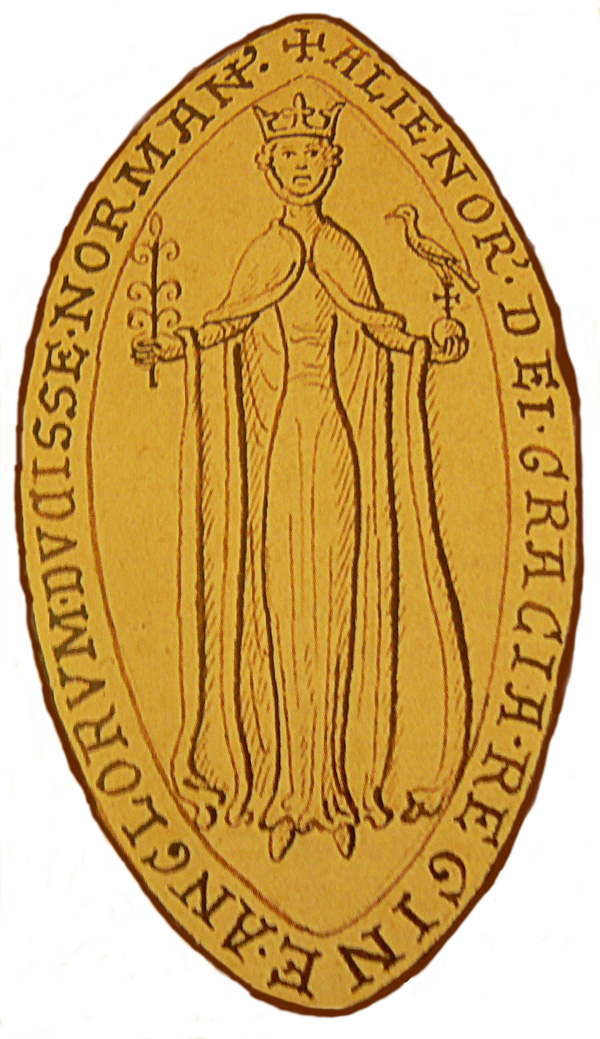
Leonor de Aquitânia, uma antiga inimiga com quem depois Pedro teria se reconciliado e para quem, segundo alguns historiadores, teria trabalhado como secretário depois da morte de Ricardo Coração de Leão

### Cruzada
Depois da morte de Henrique em 1189, Pedro parece ter caído em desgraça — o que não seria nenhuma surpresa dado o seu apoio aberto ao antigo rei. Seja como for, Pedro voltou suas energias para a promoção de uma nova cruzada para resgatar o Reino de Jerusalém depois da Batalha de Hatim. Na mesma época, escreveu uma biografia do cruzado Reinaldo de Châtillon.
Verdadeiro em suas crenças, Pedro e o arcebispo Balduíno partiram para a Terra Santa no final de 1189 acompanhando o rei Ricardo pelo menos até a Sicília. Eles seguiram em frente tentando se juntar aos cruzados em Tiro, onde Balduíno morreu em 20 de novembro de 1190. Pedro voltou para a Sicília e chegou em tempo de assistir ao casamento de Ricardo com Berengária da Navarra. Depois, provavelmente acompanhou Leonor da Aquitânia em sua viagem de volta pela Itália e França, chegando finalmente à Inglaterra no outono de 1191.
Tanto Bréhier quanto Kingsford descrevem Pedro como secretário da rainha-mãe, com quem parece ter se reconciliado, no início da década de 1190. Porém, Southern menciona apenas três cartas que ele escreveu em nome dela ao papa protestando contra a prisão de Ricardo I por Leopoldo V, duque da Áustria. Mais do que isso, ele nega categoricamente que ele tenha sido empregado de Leonor. Quando Hubert Walter foi nomeado arcebispo de Cantuária em 1193, Pedro perdeu todas as funções oficiais, mas era ainda um consultado. Ele tentou reatar relações com o capítulo da catedral, alegando que Henrique II o teria compelido a agir como agiu e que teria sido cruelmente enganado — uma alegação que provavelmente ninguém acreditou. Pedro também continuou a exercer considerável influência sobre outros líderes do clero. Em algum momento da década de 1190, por exemplo, escreveu "Contra a Perfídia dos Judeus", que Pedro presenteou a um bispo de Worcester, provavelmente João de Coutances. Apesar de ainda deter uma quantidade de cargos potencialmente lucrativos, Pedro parece ter estado sempre em dificuldades financeiras, como revela um protesto que escreveu ao papa Inocêncio III em 1198.
A situação melhorou um pouco depois da morte de Ricardo e sua influência e fortuna parecem ter se renovado nos primeiros anos do reinado de João. Ele já era arcediago de Londres em 1202, quando resolveu lidar com o que via como corrupção e nepotismo dos cônegos em Wolverhampton: renunciando ao cargo de deão na mesma época, conseguiu o apoio de João para um plano do arcebispo Hubert Walter de substituir a instituição por uma abadia cisterciense. Com a aprovação do papa, em janeiro do ano seguinte João entregou o cargo de deão e as prebendas a Walter como preparativos da nova empreitada. Um ano depois, o rei concedeu uma escritura à nova abadia e a presenteou com várias propriedades, incluindo as casas de Wolverhampton e Tettenhall. Porém, com a morte de Walter em 1205, o projeto todo ruiu e João nomeou como deão Henrique, filho de Godofredo, conde de Essex (earl).

## Obras
Pedro é incorretamente associado à "Crônica de Croyland", de Pseudo-Ingulf, porém muitas de suas cartas e poemas ainda existem. De acordo com o historiador R.W. Southern, as cartas de Pedro foram muito populares até o século XVII, lidas "por prazer e instrução por leitores cultos". Elas transmitiam "instrução moral, legal e teológica e... sátira sobre homens e instituições"'. Pedro escreveu ainda diversas controvérsias de variados tamanhos. Uma obra fortemente antissemita, "Contra a Perfídia dos Judeus", é principalmente uma coleção de argumentos, principalmente das Escrituras, a favor da doutrina da Trindade e outros ensinamentos especificamente cristãos com o objetivo de ser um manual de argumentação. Porém, ele não tinha esperanças de converter ninguém: "A hora deles ainda não chegou, mas Ele os cegou até o momento quando os pagãos serão convertidos". Comentando sobre a Paixão de Cristo, denunciou os judeus por "persistirem em sua malícia".